# Zjuzino (linea Bol'šaja kol'cevaja)
Zjuzino (in russo Зюзино?) è una stazione della Metropolitana di Mosca situata sulla Linea Bol'šaja kol'cevaja. Inaugurata il 7 dicembre 2021, serve i quartieri di Čerëmuški e Zjuzino.